# Kiczarowo
Kiczarowo (niem. Kitzerow) – wieś w Polsce położona w województwie zachodniopomorskim, w powiecie stargardzkim, w gminie Stargard na Równinie Nowogardzkiej, 4 km na północny wschód os Stargardu, pierwsze wzmianki o wsi pochodzą z 1628 roku.
W latach 1975–1998 miejscowość administracyjnie należała do województwa szczecińskiego.
Na początku XX wieku wieś stanowiła folwark ziemski. Po II wojnie światowej formy własności ulegały kilkukrotnie zmianom (spółdzielnia produkcyjna, gospodarstwa indywidualne, zakład rolny). Wieś w kształcie okolnicy zamkniętej od zachodu jeziorem, w pobliżu którego znajdował się zespół folwarczny. W centrum wsi znajdował się piętnastowieczny kościół wyburzony po 1945 roku.
We wschodniej części wsi znajduje się poewangelicki cmentarz z II połowy XIX wieku obsadzony jesionami i głogiem. W 1991 roku wzniesiono na terenie cmentarza nowy kościół pw. Świętej Rodziny, formą zbliżony do zniszczonej świątyni. Jest to budowla salowa z prezbiterium oraz murowaną wieżą.
Na południe od Kiczarowa znajduje się rezerwat geologiczny Ozy Kiczarowskie założony w 1962 roku obejmujący ochroną obszar 4,7 ha.
W statucie sołectwa Kiczarowo z 2003 jest wymieniona miejscowość Smużek. W tamtym okresie w rejestrze TERYT nie było miejscowości o takiej nazwie. Nazwa ta jest wymieniona jako polska nazwa funkcjonującej przed II wojną światową nazwy Abdeck.